# Нижние Хыркасы
Ни́жние Хыркасы́ (чув. Аялти Хыркасси) — деревня в Цивильском районе Чувашии в составе Богатырёвского сельского поселения.

## География
Расстояние до столицы республики — города Чебоксары — 64 км, до районного центра — города Цивильск — 27 км, до железнодорожной станции — 23 км, деревня расположена на левобережье реки Унга. 

### Административно-территориальное деление
В XIX веке в составе Исаковской, Чебаевской волости Ядринского уезда, с 1921 года — в Цивильском уезде, с 1927 года в составе Цивильского района. Сельские советы: с 1 октября 1927 года — Хыркасинский, с 14 июня 1954 года — Богатырёвский.

## История
В XIX веке околоток деревни Байдушева (ныне не существует). Жители до 1866 года — государственные крестьяне; занимались земледелием, животноводством, рогожно-кулеткацким, портняжным промыслами. В 1929 году образован колхоз «Кулеба́кский металлист».

## Название
Название произошло от чув. аялти «нижний», хыр «сосна», касси «улица, околоток, деревня».— Географические названия Чувашской Республики

### Исторические и прежние названия
Околоток деревни Байдушева, Хыр-касы Нижние (1897).

## Население
| 2010 | 2012 |
| ---- | ---- |
| 15   | ↗16  |

По данным Всероссийской переписи населения 2002 года в деревне проживало 22 человека, преобладающая национальность — чуваши (100%).

## Инфраструктура
Функционирует КФХ «Талпас» (2010).

Улица: Советская.